# こばたけまさふみ
こばたけ まさふみ（8月3日 - ）は、日本の男性声優。大阪府出身。81プロデュース所属。

## 人物
方言は関西弁。
趣味・特技は特撮全般、書道、モノマネ。

## 出演

### テレビアニメ
2013年
- 東京レイヴンズ（キャスター、呪捜官たち、試験官、男子生徒）

2014年
- クレヨンしんちゃん（2014年 - 2017年、男性A、スタッフB）
- テンカイナイト（ヴィクリプス兵）
- ヒーローバンク（銭柱金蔵）
- ポケットモンスター ベストウイッシュ シーズン2 デコロラアドベンチャー（男性2）

2015年
- カードファイト!! ヴァンガードG（2015年 - 2016年、メガラニカ支部長、財界人B） - 2シリーズ
- 境界のRINNE（赤鬼現場監督、司会）
- 名探偵コナン（2015年 - 2025年、パイロット、料理人、手下）

2016年
- かみさまみならい ヒミツのここたま（お爺さん）
- D.Gray-man HALLOW（AKUMA）
- マギ シンドバッドの冒険（村の男C、タビィ）

2017年
- トミカハイパーレスキュー ドライブヘッド 機動救急警察（運転手、コパイロット、消防隊長、警官、責任者 他）
- ポケットモンスター サン&ムーン（トレーナー）
- パズドラクロス（副官、SDF職員）
- バチカン奇跡調査官（フードの男、黒ベール）
- 神撃のバハムート VIRGIN SOUL（兵士）
- EVIL OR LIVE
- 忍たま乱太郎（2017年 - 2025年、町の人、兵、客）
- ROBOMASTERS THE ANIMATED SERIES（楊先生）
- 銀魂.（ダンス講師）

2018年
- ダメプリ ANIME CARAVAN（騎士A）
- 一人之下 羅天大醮篇/全性篇（胡傑、老天師）
- ポプテピピック（鎌瀬将一、若衆B）
- 蒼天の拳 REGENESIS（ドイツ軍隊長2、青幇構成員3、日本兵、ヤーマの兄、ジェネシス幹部/黄 他） - 2シリーズ
- ウマ娘 プリティーダービー（記者）
- キラッとプリ☆チャン（実況 / DJ、工事の人、審判）
- ゾイドワイルド（2018年 - 2019年、村人、Zボーイズ、ヒャッハー、店主、ラプトール 他）
- メジャーセカンド（永井の父）
- ポチっと発明 ピカちんキット（男性B）
- 百錬の覇王と聖約の戦乙女（ヴァーリ）
- 音楽少女（クイーンレコード役員）
- キラキラハッピー★ ひらけ!ここたま（男性、男性客）
- ラディアン（住民B、住民、新聞売り）
- 中間管理録トネガワ（帝愛幹部）
- RELEASE THE SPYCE（男2）

2019年
- 3D彼女 リアルガール（綾戸の父）
- キャロル&チューズデイ（警備員A）
- ゾイドワイルド ZERO（2019年 - 2020年、作業員、士官、兵士、ジャンク屋、ジャミンガ 他）

2020年
- 体操ザムライ（乗客、コメンテーターA、番組ナレーション）
- ツキウタ。 THE ANIMATION2（監督）

2021年
- IDOLY PRIDE（スーパーの客A）
- デュエル・マスターズ キング（コニーのじいちゃん）
- やくならマグカップも（審査員）
- メガトン級ムサシ（オペレーター）
- ワッチャプリマジ!（店長）
- 先輩がうざい後輩の話（男性社員B）

2022年
- ダンス・ダンス・ダンスール（先生、スタッフA）
- SPY×FAMILY（2022年 - 2023年、エドガーの部下、密輸組織員、バーンズ、カート、鎖鎌のバーナビー 他） - 3シリーズ
- ビルディバイド -＃FFFFFF-（大蔵良雄）
- 新テニスの王子様 U-17 WORLD CUP（ジークムント会長）
- 組長娘と世話係（郷野）
- デュエル・マスターズ WIN（2022年 - 2024年、カメラマン、深淵の三咆哮 バウワウジャ、ボルシャック・テイル・ドラゴン、グレイト"S-駆"、電磁魔天イエス・ザナドゥ 他） - 2シリーズ
- うちの師匠はしっぽがない（和菓子屋主人、競り手、男D、ヤクザ2、借金取り4 他）
- うたわれるもの 二人の白皇（ナコク兵）
- 宇崎ちゃんは遊びたい!ω（井村）
- 弱虫ペダル LIMIT BREAK（2022年 - 2023年、観客）
- 不滅のあなたへ（領主）
- 勇者パーティーを追放されたビーストテイマー、最強種の猫耳少女と出会う（領主）

2023年
- アルスの巨獣（指揮官）
- HIGH CARD（臣下、覆面の男、責任者）
- もののがたり（古銭の付喪神、灰均、塞眼） - 2シリーズ
- UniteUp!（ラオ、デストロイヤーズ選手）
- 魔王学院の不適合者 II 〜史上最強の魔王の始祖、転生して子孫たちの学校へ通う〜（2023年 - 2024年、男、魔族、八歌賢人） - 2シリーズ
- トモちゃんは女の子!（不良）
- うる星やつら (2022)（先生）
- ノケモノたちの夜（兵士）
- 吸血鬼すぐ死ぬ2（へんな父）
- ヴィンランド・サガ（キャルラク）
- デッドマウント・デスプレイ（使用人、火吹き蟲） - 2シリーズ
- 王様ランキング 勇気の宝箱（兵士）
- ドラえもん（テレビ朝日版第2期）（アナウンス、怪獣）
- るろうに剣心 -明治剣客浪漫譚- (2023)（2023年 - 2025年、組員、護衛、小姓隊長、門下生、町人 他） - 2シリーズ
- MIX MEISEI STORY 2ND SEASON 〜二度目の夏、空の向こうへ〜（栄新控え）
- 葬送のフリーレン（2023年 - 2024年、魔法店店主、衛兵、側近、農夫、ドゥンスト 他）
- め組の大吾 救国のオレンジ（助教B、先着隊 無線音声、無線音声）
- 冒険者になりたいと都に出て行った娘がSランクになってた
- ひきこまり吸血姫の悶々（虎男、モルキッキ）
- 鴨乃橋ロンの禁断推理（生徒）
- 経験済みなキミと、経験ゼロなオレが、お付き合いする話。（数学教師、男子生徒C）
- ポーション頼みで生き延びます!（神官）
- 薬屋のひとりごと（2023年 - 2025年、大臣、野次馬、公奴婢、魯袁） - 2シリーズ
- 魔法使いの嫁 SEASON2（サージェント家追手）

2024年
- ぶっちぎり?!（千夜）
- 俺だけレベルアップな件（純）
- ぽんのみち（雀士）
- 転生貴族、鑑定スキルで成り上がる（グラー、兵士A、領民男、領主D、バラダイル州外務官 他） - 2シリーズ
- ヴァンパイア男子寮（ラーメン屋の店長、吸血鬼の立会人）
- 刀剣乱舞 廻 -虚伝 燃ゆる本能寺-（藤田行政）
- 魔法科高校の劣等生（男B、刑事）
- ニンジャラ（巨大化けぞうり、ポンチョ）
- 新米オッサン冒険者、最強パーティに死ぬほど鍛えられて無敵になる。（試験官、親衛隊隊員B）
- 逃げ上手の若君（全体的に□いオッサン）
- 女神のカフェテラス（温泉客）
- 異世界失格（国民）
- 俺は全てを【パリイ】する 〜逆勘違いの世界最強は冒険者になりたい〜（側近）
- SHY 東京奪還編
- それいけ!アンパンマン（すなおとこ（※玄田哲章の代役））
- 凍牌〜裏レート麻雀闘牌録〜（2024年 - 2025年、パンチパーマ、ギャラリー、おっちゃん、吉田、ワシ鼻 他）
- チ。-地球の運動について-（2024年 - 2025年、門番、異端者、裁判長、代闘士、老人 他）
- 星降る王国のニナ（重臣2、従者、兵士2、フォルトナの司祭、黒の宮従者5 他）
- さようなら竜生、こんにちは人生（村人）
- 甘神さんちの縁結び（2024年 - 2025年、組合員、通行人、綿あめ屋さん）
- ブルーロック VS. U-20 JAPAN（役員A）

2025年
- 不遇職【鑑定士】が実は最強だった（デスベア、知人A、国王、街の人、領民）
- ギルドの受付嬢ですが、残業は嫌なのでボスをソロ討伐しようと思います（クレイゴーレム、幹部）
- トリリオンゲーム（スイーツプロ社長、カメラマン）
- 青のミブロ（役人）
- 全修。（町民たち）
- ゴリラの神から加護された令嬢は王立騎士団で可愛がられる（おじいさん）
- LAZARUS ラザロ（教授）
- 宇宙人ムームー（男子学生）
- 未ル わたしのみらい（外事官局長）
- 鬼人幻燈抄（童女の父、犬神）
- Aランクパーティを離脱した俺は、元教え子たちと迷宮深部を目指す。（警備の兵）
- キミと僕の最後の戦場、あるいは世界が始まる聖戦 Season II（大臣A）
- ウィッチウォッチ（不良）
- 陰陽廻天 Re:バース（半グレ、怨人、町民）
- ブサメンガチファイター（裁判官、恭志郎の手下、モンスター、係員）
- 追放者食堂へようこそ!（夜の霧団）
- ばっどがーる（風神）
- まったく最近の探偵ときたら（加藤ヨシロウ）

### 劇場アニメ
- 映画 ドライブヘッド〜トミカハイパーレスキュー 機動救急警察〜（2018年、楠木）
- コードギアス 復活のルルーシュ（2019年、囚人）
- THE FIRST SLAM DUNK（2022年、高宮望[37]）
- SAND LAND（2023年、スイマーズ・グッピー[38]）
- アリスとテレスのまぼろし工場（2023年、市民C）
- 大雪海のカイナ ほしのけんじゃ（2023年）
- 劇場版 SPY×FAMILY CODE: White（2023年、大尉）
- BLOODY ESCAPE -地獄の逃走劇-（2024年、市民）
- デッドデッドデーモンズデデデデデストラクション（2024年、荻野[39]） - 前後章[一覧 11]
- 劇場版 忍たま乱太郎 ドクタケ忍者隊最強の軍師（2024年、ドクタケ忍者）
- ヴァージン・パンク Clockwork Girl（2025年、園長[40]）

### OVA
- 今日、恋をはじめます（2011年、男子生徒）
- マギ シンドバッドの冒険（2014年、タビィ）
- エロマンガ先生（2019年、おじさん軍団）

### Webアニメ
- ベイブレードバースト ガチ（2019年、ケン）
- SAND LAND: THE SERIES（2024年、スイマーズ・グッピー）

### ゲーム
- 冴えない彼女の育てかた - blessing flowers -（2015年、校長先生）
- 三国志大戦（2019年、文醜、孟節、万イク、唐彬、向寵、張飛[41]）
- ファイナルファンタジーVII リメイク（2020年）
- 北斗の拳 LEGENDS ReVIVE（2020年 - 2021年、ハーン兄弟・ギル、アルフ）
- ドラゴンクエストX 天星の英雄たち オンライン（2021年、ポヴァディウス、祈願の神殿の客2[42]）
- ユニコーンオーバーロード（2024年、ガストン、ルイ、傭兵（タイプA）/ NPC）
- SAND LAND（スイマーズ・グッピー[43]）

### 吹き替え

#### 映画
- アイリッシュマン
- アサイラム 監禁病棟と顔のない患者たち（精神鑑定医〈ブレンダン・グリーソン〉）
- アトラクション -制圧-（副首相〈セルゲイ・ガルマッシュ〉）
  - アトラクション -侵略-
- アマチュア（ロブ）
- アリータ:バトル・エンジェル（スティンガー〈サム・メディーナ〉）
- ウインド・リバー（ダン・クロウハウト〈エイペザナクウェイト〉他）
- X-MEN:ダーク・フェニックス（大統領〈ブライアン・ダーシー・ジェームズ〉[44]）
- エンドレス・ラブ〜17歳の止められない純愛（警官 他）
- オーヴァーロード※海外版ソフト
- オンリー・ザ・ブレイブ
- カイト/KITE（ボディーガード 他）
- キングスマン:ゴールデン・サークル（マッコイ〈マーク・アーノルド〉[45]）
- クラークス（ブリングルスの男）
- グランドピアノ 狙われた黒鍵（ウェイン〈アレン・リーチ〉[46]）
- グランドフィナーレ
- グリーンブック（マイキー〈クイン・ダフィ〉[47]）
- グレート・レイド 史上最大の作戦（マクファーソン神父〈サイモン・メイデン〉）
- 5パーセントの奇跡 〜嘘から始まる素敵な人生〜（クローン〈ミヒャエル・A・グリム〉）
- The Witch 魔女（店主）
- ザ・テキサス・レンジャーズ
- ザ・プレデター（ヘインズ[48]）
- ザ・ベイ（ジョージ）
- ジェイ&サイレント・ボブ 帝国への逆襲（コックノッカー〈マーク・ハミル〉）※Netflix版
- シックス・バルーン
- ジョン・ウィック:パラベラム（チクタク男〈ジェイソン・マンツォーカス〉）
- スイートガール（マーティン・ベネット〈ネルソン・フランクリン〉）
- スティーヴン・キング ビッグ・ドライバー（男性 他）
- スラムドッグス（チェスター[49]）
- 聖杯たちの騎士（スコット〈ニック・オファーマン〉）
- セットアップ: ウソつきは恋のはじまり（ジョー）
- セブン ※テレビ朝日版追加録音
- ダンボ（いちゃもん屋2）
- デッド・シティ2055（キース〈キャメロン・ブレクスラー〉）
- デッドプール2（ガンマン1〈マット・ディモン〉[50]）
- デンジャー・クロース 極限着弾（モーリー・スタンリー大尉〈アーロン・グレナン〉）
- ドクター・ストレンジ（襲撃男2）
- トリプルX:再起動
- ナイト・ビフォア 俺たちのメリーハングオーバー
- ニューヨークの王様（ジョンソン〈シドニー・ジェームズ〉）※ソフト版
- バスターのバラード
- バッド・ジーニアス 危険な天才たち（パットの父〈サハジャック・ブーンタナキット〉）
- バリー・シール/アメリカをはめた男（カレロ〈ダニエル・ルーゴ〉）
- ハンズ・オブ・ストーン
- ピーターラビット（フィル[51]）※劇場公開版、（マグレガーおじさん〈サム・ニール〉[52]）※機内版
  - ピーターラビット2/バーナバスの誘惑（トミー[53]）
- ヒットマンズ・ボディガード（イバン〈ユーリ・コロコルニコフ〉）※Netflix版
- ビバリーヒルズ・コップ ※Netflix版
- ヒューマン・ハンター（アドルフ・シュローダー〈カート・マックス・ルンテ〉）
- ファイ 悪魔に育てられた少年（マッサージ師）
- フィフス・エステート/世界から狙われた男（記者 他）
- 不都合な自由（フィル〈スティーブン・グレンリー〉）
- ブライト（アーカシアン〈ボビー・ナデリ〉）
- フリーダ（助手）※Netflix版
- フレンチ・ラン
- +1［プラスワン］（クラスメイト 他）
- ベラのワンダフル・ホーム（ガンター〈ブライアン・マーキンソン〉）
- ポセイドン・アドベンチャー ※BS-TBS版
- ボヘミアン・ラプソディ（ライヴエイド・スタッフ男E）
- MEG ザ・モンスター（船長[54]）
- メン・イン・キャット（デヴィッド・ブランド〈ロビー・アメル〉）
- ラヴレース（ドワイト）
- ランペイジ 巨獣大乱闘（ザミット〈マット・ジェラルド〉[55]）
- 理想の男になる方法
- ワイルド・スピード ICE BREAK（ミラー〈ルーク・ホークス〉他）
- ワンダー 君は太陽（ダベンポート先生〈ベンジャミン・ラトナー〉）

#### ドラマ
- アメリカン・ゴシック 〜偽りの一族〜
- アンフォゲッタブル 完全記憶捜査（テロリスト 他）
- クイーンズ・ギャンビット
- ダ・ヴィンチと禁断の謎（ジュリアーノ・メディチ〈トム・ベイトマン〉）
- ティーン・スパイ K.C.
- ドクター・フー ニュー・ジェネレーション（スカルダク）
- HEARTSTOPPER ハートストッパー（アイザック・ヘンダーソン〈トビー・ドナヴァン〉）
- リベンジ（職員男性 他）

#### アニメ
- 悪魔城ドラキュラ -キャッスルヴァニア-（将軍1）
- 悪魔バスター★スター・バタフライ（ファーガソン）
- アベンジャーズ・アッセンブル（ヒドラ兵 他）
- 映画マイリトルポニー プリンセスの大冒険（ボイル 他）
- 怪盗グルーのミニオン大脱走（顔傷男）
- 怪盗グルーのミニオン超変身[56]
- きかんしゃトーマス Go!Go!地球まるごとアドベンチャー（鉄道作業員 他）
- 最後の召喚師 -The Last Summoner-（シェフ、黒服B）
- それいけ!カキ男（フィンガーズ）
- ダックテイルズ（ダークウィング・ダック / ドレイク・マラード）
- 2分の1の魔法（ガージ[57]）
- ハルク: スマッシュ・ヒーローズ（シルバーサーファー）
- 百妖譜（孫二）
- ベイマックス（ロボット・ファイト場の男性5[58]）
- ペット2（ハムスター）
- ボス・ベイビー（ジンボ[59]）※劇場公開版
- ボス・ベイビー ファミリー・ミッション（ジンボ[60]）
- 魔道祖師（蘇渉[61]）
- ヤング・ジャスティス（キャプテン・アトム）
- リメンバー・ミー（ペドロ・インファンテ）

### デジタルコミック
- 女優めし（2022年、大将[62]）
- アニコミ 負け確定のライバル令嬢に転生したので王子様は諦めます。（2024年、マクスウェル先生[63]）

### ボイスオーバー
- ニュースウオッチ9
- "学校"はどう変わるのか〜世界の教育事情最前線〜
- BBC EARTH ナチュラルワールド 特集：動物の謝肉祭

### ナレーション
- オートレース開催告知
- 釣りビジョン 番宣スポット
- 釣りビジョン 進め!エリア君

### オーディオブック
- オーディオドラマ 「海賊とよばれた男」〈2014年、国岡昭一）[64]
- 異世界修学旅行（2020年、宗像力＋木村新太郎＋丸山琢郎ほか[65]）
- マイダスタッチ〜内閣府超常経済犯罪対策課〜（2020年、渋澤敬三 ほか[66]）
- 呼吸入門 心身を整える日本伝統の知恵（2021年、朗読）
- むしめづる姫宮さん（2022年、三善明人 ほか[67]）

### シリーズ一覧
1. ↑  第2期『ギアースクライシス編』（2015年）、第3期『ストライドゲート編』（2016年）
2. ↑  第1期（2018年）、第2期（2018年）
3. ↑  Season 1:第1クール（2022年）、Season 1:第2クール（2022年）、Season 2（2023年）
4. ↑  第1期（2022年 - 2023年）、第2期『決闘学園編』（2023年 - 2024年）
5. ↑  第一章（2023年）、第二章（2023年）
6. ↑  第1クール（2023年）、第2クール（2024年）
7. ↑  第1クール（2023年）、第2クール（2023年）
8. ↑  第1期『序幕東京』（2023年）、第2期『京都動乱』（2024年 - 2025年）
9. ↑  第1期（2023年 - 2024年）、第2期（2025年）
10. ↑  第1期（2024年）、第2期（2024年）
11. ↑  前章（2024年）、後章（2024年）